# 정당의 자유
정당의 자유란 오늘날 대중민주주의에서 국민의 정치의사를 형성하고 이를 국가의사결정과정으로 매개하는 중요한 역할을 담당하는 정당을 자유롭게 설립, 조직할 뿐 아니라 자유롭게 정당활동을 할 수 있는 자유를 말한다.